# Kànovo
Kànovo (en rus: Каново) és un poble del krai de Stàvropol, a Rússia, que en el cens del 2010 tenia 1.472 habitants. Pertany al districte rural de Kurskaia.